# Jessika Alves
Jessika Alves (Curitiba, 26 de março de 1991) é uma atriz brasileira.

## Carreira
Aos 15 anos de idade mudou-se para o Rio de Janeiro para fazer cursos de teatro e oficinas de interpretação. Em 2009, aos 17 anos, interpretou seu primeiro papel de destaque, a Norma Jean na temporada de 2009 da novela Malhação da Rede Globo. Seu personagem teve um grande destaque e fez muito sucesso com o público. Após deixar a trama, Jessika passou a ser uma das apresentadoras da TV Globinho.
Em 2011 viveu a prostituta Vânia em Insensato coração. Logo após, em 2012, interpretou Laís, na novela Amor Eterno Amor. Ainda em 2012, interpretou a personagem Manuela (Manu) na série brasileira de sucesso internacional Preamar apresentada pelo canal por assinatura HBO. Em 2014, viveu a Guiomar, na novela das 9 da Rede Globo Em Família escrita por Manoel Carlos. Em seguida trabalhou na RecordTV, participando da segunda fase de Os Dez Mandamentos. De volta a Globo viveu a doce Helena, em Tempo de Amar. Jéssika assinou novo contrato com a Record em 2018 para gravar Jesus. onde interpretou a marcante Maria de Betânia, irmã de Lazaro. Em 2021 fez a sua primeira vilã, Shakia, na novela Genesis também na Record. Atuou como protagonista nas duas últimas temporadas da série Reis — A Divisão e A Esperança —, dando vida à personagem Siloé. Em 2025, protagonizou a série vertical A Vida Secreta do Meu Marido Bilionário, lançada pela plataforma Reel Short, interpretando Nathalia Queiroz. 

## Filmografia

### Televisão
| Ano     | Título                                  | Personagem                   | Notas                      |
| ------- | --------------------------------------- | ---------------------------- | -------------------------- |
| 2009    | Malhação                                | Norma Jean Valadares Bacelar | Temporada 16               |
| 2009    | TV Globinho                             | Apresentadora                |                            |
| 2010    | Diversão & Cia                          | Míriam                       | Especial de fim de ano     |
| 2011    | Insensato Coração                       | Vânia                        | Episódios: "23–24 de maio" |
| 2011    | O Cúpido                                | Rafaela                      | Episódio: "O Erro"         |
| 2011    | A Turma do Didi                         | Princesa Sora                | Episódio: "29 de outubro"  |
| 2012    | Preamar                                 | Manoela Cerqueira (Manu)     |                            |
| 2012    | Amor Eterno Amor                        | Laís Guimarães               |                            |
| 2014    | Em Família                              | Guiomar                      |                            |
| 2014    | Super Chef Celebridades                 | Participante                 | Temporada 3                |
| 2016    | Os Dez Mandamentos                      | Noemi                        | Temporada 2                |
| 2017    | Tempo de Amar                           | Helena Pacheco (Lena)        |                            |
| 2018    | Jesus                                   | Maria de Betânia             |                            |
| 2021    | Gênesis                                 | Shakia                       |                            |
| 2024-25 | Reis                                    | Siloé                        |                            |
| 2025    | A Vida Secreta do Meu Marido Bilionário | Nathalia Queiroz             |                            |

## Teatro
| Ano  | Título             | Personagem |
| ---- | ------------------ | ---------- |
| 2010 | Céu e Branca       | Branca     |
| 2011 | O Diário de Débora | Débora     |
| 2013 | Alice e Gabriel    | Alice      |